# Sophia Range
Sophia Range är ett berg i Kanada.   Det ligger i Strathcona Regional District och provinsen British Columbia, i den sydvästra delen av landet, 3 800 km väster om huvudstaden Ottawa. Toppen på Sophia Range är 653 meter över havet, eller 75 meter över den omgivande terrängen. Bredden vid basen är 0,52 km. Sophia Range ligger på ön Nootka Island.
Terrängen runt Sophia Range är huvudsakligen kuperad. Trakten runt Sophia Range är nära nog obefolkad, med mindre än två invånare per kvadratkilometer.. Närmaste större samhälle är Tahsis, 18,8 km nordost om Sophia Range. 
I omgivningarna runt Sophia Range växer i huvudsak barrskog.